# Selección de baloncesto de los Países Bajos
La selección de baloncesto de los Países Bajos (en neerlandés: Het Nederlands Elftal) es el equipo formado por jugadores de nacionalidad neerlandesa que representa a la Federación de Baloncesto de los Países Bajos en las competiciones internacionales organizadas por la Federación Internacional de Baloncesto (FIBA) o el Comité Olímpico Internacional (COI): los Juegos Olímpicos, la Copa Mundial de Baloncesto y el EuroBasket.
Los neerlandeses han llegado al EuroBasket en 16 ocasiones. Sus mejores resultados en el evento llegaron en 1983, donde terminaron en cuarto lugar. También se clasificaron para la Copa del Mundo FIBA una vez, en 1986. Sin embargo, en los últimos años la selección nacional ha luchado por mantener la consistencia para llegar a los principales torneos internacionales.
El equipo se representa a sí mismo como los Orange Lions.

## Historial

### Copa Mundial
Resultado General: 52.º puesto
| Copa Mundial de Baloncesto |
| --- |
| - 1950: No calificó - 1954: No calificó - 1959: No calificó - 1963: No calificó - 1967: No calificó - 1970: No calificó - 1974: No calificó - 1978: No calificó - 1982: No calificó - 1986: 14° Lugar - 1990: No calificó - 1994: No calificó - 1998: No calificó - 2002: No calificó - 2006: No calificó - 2010: No calificó - 2014: No calificó - 2019: No calificó - 2023: No calificó - 2027: TBD |

### Juegos Olímpicos
| Baloncesto en los Juegos Olímpicos |
| --- |
| - Berlín 1936: No calificó - Londres 1948: No calificó - Helsinki 1952: No calificó - Melbourne 1956: No calificó - Roma 1960: No calificó - Tokio 1964: No calificó - México 1968: No calificó - Múnich 1972: No calificó - Montreal 1976: No calificó - Moscú 1980: No calificó - Los Ángeles 1984: No calificó - Seúl 1988: No calificó - Barcelona 1992: No calificó - Atlanta 1996: No calificó - Sídney 2000: No calificó - Atenas 2004: No calificó - Pekín 2008: No calificó - Londres 2012: No calificó - Río 2016: No calificó - Tokio 2020: No calificó - París 2024: No calificó |

### EuroBasket
| EuroBasket |
| --- |
| - 1935: No participó - 1937: No participó - 1939: No participó - 1946: 6° Lugar - 1947: 11° Lugar - 1949: 5° Lugar - 1951: 10° Lugar - 1953: No participó - 1955: No participó - 1957: No participó - 1959: No participó - 1961: 15° Lugar - 1963: 16° Lugar - 1965: No participó - 1967: 16° Lugar - 1969: No participó - 1971: No participó - 1973: No participó - 1975: 10° Lugar - 1977: 7° Lugar - 1979: 10° Lugar - 1981: No participó - 1983: 4° Lugar - 1985: 12° Lugar - 1987: 10° Lugar - 1989: 8° Lugar - 1991: No participó - 1993: No participó - 1995: No participó - 1997: No participó - 1999: No participó - 2001: No participó - 2003: No participó - 2005: No participó - 2007: No participó - 2009: No participó - 2011: No participó - 2013: No participó - 2015: 21° Lugar - 2017: No participó - 2022: 22° Lugar - 2025: TBD |